# Alex Meenhorst
Alexander Meenhorst (* 26. Februar 1987) ist ein neuseeländischer Straßenradrennfahrer.
Alex Meenhorst gewann 2005 bei den Oceania Games die Bronzemedaille im Straßenrennen der U23-Klasse. In der Saison 2007 gewann er bei der Ozeanienmeisterschaft in Invercargill ebenfalls Bronze im U23-Straßenrennen. Außerdem startete er bei der Straßenrad-Weltmeisterschaft in Stuttgart im U23-Straßenrennen, wo er Platz 106 belegte. Im nächsten Jahr gewann er das Etappenrennen Tour d’Eure-et-Loir und wurde er 62. bei der Weltmeisterschaft.

## Erfolge
2010
- eine Etappe Tour Alsace

2012
- Paris-Mantes-en-Yvelines

## Teams
- 2009 Nazionale Elettronica New Slot-Hadimec
- 2010 Team NetApp
- 2011 Team Differdange-Magic-SportFood.de
- 2012 Team Differdange-Magic-SportFood.de